# Derwood

Derwood é uma comunidade com cerca de 15.600 pessoas no Condado de Montgomery, no estado norte-americano de Maryland.
Esta localizada ao norte de Rockville, a leste de Gaithersburg, e a oeste de Olney. 

## Origem do nome
A região foi inicialmente designado como "Deer Park" e, provavelmente, se tornou "The Wood", que logo virou "Derwood".